# Максвелл Дженкінс
Максвелл Дженкінс (англ. Maxwell Jenkins; нар. 3 травня 2005, Чикаго, Іллінойс, США) — американський актор. Відомий за роллю Вілла Робінсона в серіалі Netflix «Загублені у космосі», також знімався у фільмах «Восьме чуття» та «Сім'янин».

## Фільмографія

### Фільми
| Рік  |   | Українська назва                       | Оригінальна назва                  | Роль            |
| ---- | - | -------------------------------------- | ---------------------------------- | --------------- |
| 2015 | ф | Спожито                                | Consumed                           | Томмі           |
| 2016 | ф | Поп-зірка: Не переставай, не зупиняйся | Popstar: Never Stop Never Stopping | Оуен у 10 років |
| 2016 | ф | Сім'янин                               | A Family Man                       | Райан Дженсен   |
| 2020 | ф | Джо Белл                               | Joe Bell                           | Джозеф Белл     |
| 2024 | ф | Судна ніч в Аркадії                    | Arcadian                           | Томас           |

### Телебачення
| Рік       |   | Українська назва              | Оригінальна назва | Роль                                                     |
| --------- | - | ----------------------------- | ----------------- | -------------------------------------------------------- |
| 2013—2014 | с | Зрада                         | Betrayal          | Олівер (12 епізодів)                                     |
| 2015      | с | Восьме чуття                  | Sense8            | Вілл у дитинстві (8 епізодів)                            |
| 2015      | с | Морська поліція: Новий Орлеан | NCIS: New Orleans | Райан Гріггс (Епізод: "I Do")                            |
| 2016      | с | Пожежники Чикаго              | Chicago Fire      | Джей Джей (2 епізоди)                                    |
| 2018—2021 | с | Загублені у космосі           | Lost in Space     | Вілл Робінсон (28 епізодів)                              |
| 2021      | с | Медики Чикаго                 | Chicago Med       | І. Джей Деніелс (Епізод: "A Square Peg in a Round Hole") |
| 2022      | с | Річер                         | Reacher           | юний Джек Річер (6 епізодів)                             |

## Нагороди та номінації
| Рік  | Премія        | Категорія                                                      | Робота                         | Результат | Примітки |
| ---- | ------------- | -------------------------------------------------------------- | ------------------------------ | --------- | -------- |
| 2019 | Сатурн        | Найкращий актор другого плану стрімінгового телебачення        | Загублені у космосі            | Номінація | [ 5 ]    |
| 2021 | Сатурн        | Найкраща роль молодого актора чи акторки у телесеріалі         | Загублені у космосі            | Номінація | [ 6 ]    |
| 2019 | Молодий актор | Найкраща роль у стрімінговому серіалі чи фільмі: Молодий актор | Загублені у космосі            | Номінація | [ 7 ]    |
| 2020 | Молодий актор | Премія за лідерство в громаді                                  | Спеціальна нагорода за заслуги | Перемога  | [ 8 ]    |